# Upplands runinskrifter 684
Upplands runinskrifter 684 står vid kanten av ett gravfält mitt ute på en åker söder om Råberga väster om Skoklosters slott.

## Stenen
Runstenen är av ljusgrå granit, jordfast block, och stod tidigare tillsammans med U 683.

## Inskriften
Translitterering av runraden:
sihuiþr · uk · suin ' litu ' rita stain ' at ' heuiþ · faþur sin ·
Normalisering till runsvenska:
Sigviðr ok Svæinn letu retta stæin at Hægvið, faður sinn.
Översättning till nusvenska:
Sigvid och Sven läto resa stenen efter Hägvid, sin fader.
Ristningen är utförd i Öpirs stil och bevisligen har Öpir varit verksam i Skoklosters socken (U 687). 